# Athyrium hisatsuanum
Athyrium hisatsuanum är en majbräkenväxtart som beskrevs av Kurata. Athyrium hisatsuanum ingår i släktet Athyrium och familjen Athyriaceae. Inga underarter finns listade.